# Aidia bracteata
Aidia bracteata är en måreväxtart som beskrevs av Colin Ernest Ridsdale. Aidia bracteata ingår i släktet Aidia och familjen måreväxter.
Artens utbredningsområde är Sulawesi. Inga underarter finns listade i Catalogue of Life.